# Jordan Cox
Jordan Cox (ur. 7 stycznia 1992 w Miami) – amerykański tenisista, finalista wielkoszlemowego Wimbledonu 2009 w rozgrywkach juniorskich.

## Kariera
Jako junior osiągnął na przełomie czerwca i lipca finał wielkoszlemowego Wimbledonu z roku 2009. Przechodząc najpierw eliminacje pokonał w fazie zasadniczej m.in. Devina Brittona w pojedynku półfinałowym. Mecz o tytuł przegrał wynikiem 6:4, 2:6, 2:6 z Rosjaninem Andriejem Kuzniecowem.
Występując już jako zawodowiec wygrał w kwietniu 2010 roku turniej rangi ITF Men's Circuit (F3) w Korei, zwyciężając w finale Zhanga Ze 6:4, 6:3.
Dnia 21 marca 2011 roku osiągnął najwyższą pozycję rankingową w klasyfikacji singlistów - nr 449.